# Матрёшка (радиостанция)
«Матрёшка» — независимая коммерческая музыкальная радиостанция, располагающая в Лондоне (Великобритания). 
В эфире 24/7 является первой радиостанцией на русском языке, получившей лицензию на британское вещание. Вещает в цифровом формате (DAB) в Лондоне с 27 ноября 2015 года.

## Логотип
Логотип «Матрёшка» представляет собой стилизованные спортивные наушники матрешки и название станции, а также технологию, в которой она транслирует DAB.